# Кашмирские ворота
Кашмирские ворота (англ. Kashmiri Gate, або Kashmere Gate, хинди कश्मीरी गेट, урду کشمیدی گیٹ‎) — ворота в Дели, служившие северными воротами укрепленного Старого Дели. Они были построены по проекту британского военного инженера Роберта Смита в 1835 году и названы так потому, что через них проходила дорога на Кашмир.
Сейчас по названию ворот называют и окружающую местность Северного Дели у стен Старого Дели, у них находятся Красный форт, Междугородный автовокзал, железнодорожный вокзал Олд-Дели и станция метро «Кашмирские ворота».
Когда британцы начали селиться в Дели в 1803 году, состояние стен старого города было довольно плохим, что оказалось важным во время осады Дели силами маратхов в 1804 году. В результате британцы усилили стены и построили новые ворота, у которых, в бывшем районе могольской знати, и начали преимущественно селиться. Ворота имели большое военное значение в сентябре 1857 года, во время осады Дели британскими войсками в течение Восстания сипаев. Ворота были практически уничтожены британской артиллерией, что привело к захвату Дели, а быстро после этого и к подавлению восстания.
После 1857 район стал центром моды и торговли города, которым оставался до основания Нью-Дели в 1931 году. В 1965 году часть ворот были разрушены для прокладки автодороги, с этого же времени ворота попали под охрану археологического общества Индии.
- Кашмирские ворота, около 1858
- Кашмирские ворота, около 1865